# Вовчанське (Мелітопольський район)
Вовча́нське (з 1861 до 1946 — Волконешти) — село в Україні, у Мелітопольському районі Запорізької області. Входить до складу Якимівської селищної громади. Колишній центр Волконештської волості Мелітопольського повіту Таврійської губернії.
Село тимчасово окуповане російськими військами 24 лютого 2022 року.
Населення становить 881 осіб. До 2017 орган місцевого самоврядування — Давидівська сільська рада.

## Географія
Село Вовчанське знаходиться на лівому березі річки Великий Утлюк, вище за течією на відстані 8 км розташоване село Новоданилівка, нижче за течією на відстані 5 км розташоване село Давидівка. Поруч проходить автомобільна дорога М18 (E105).

## Населення

### Мова
Розподіл населення за рідною мовою за даними перепису 2001 року:
| Мова            | Кількість | Відсоток |
| --------------- | --------- | -------- |
| українська      | 766       | 86.95%   |
| російська       | 88        | 9.99%    |
| вірменська      | 18        | 2.04%    |
| білоруська      | 2         | 0.23%    |
| румунська       | 2         | 0.23%    |
| інші/не вказали | 5         | 0.56%    |
| Усього          | 881       | 100%     |

## Історія
В кургані 1 біля села виявлено пізньотрипільське колективне поховання, оточене ровом. Розкопки експедиції ІА АН УРСР: А. І. Кубишева та В. В. Дорофєєва 1979 року. В похованні виявлено амфорку. Етап СІІ Трипільскої культури.
Станом на 1886 рік в колонії болгар Волконешти мешкала 741 особа, налічувалось 127 дворів, існували православна церква, школа, сільська управа, 3 лавки.
7 (20) листопада 1917 року, відповідно до Третього Універсалу Української Центральної Ради, увійшло до складу Української Народної Республіки.
12 червня 2020 року, відповідно до розпорядження Кабінету Міністрів України № 713-р «Про визначення адміністративних центрів та затвердження територій територіальних громад Запорізької області», увійшло до складу Якимівської селищної територіальної громади.
19 липня 2020 року, в результаті адміністративно-територіальної реформи та ліквідації Якимівського району, село увійшло до складу новоутвореного Мелітопольського району.

## Економіка
- «Орияна-Агро», ТОВ.

## Об'єкти соціальної сфери
- Школа.
- Будинок культури.